# Boštanj, Grosuplje
Boštanj (izgovarjava [ˈbɔːʃtan], včasih Boštanjska vas, nemško Weißenstein) je nekdanje naselje v južnem delu vasi Veliko Mlačevo v občini Grosuplje v osrednji Sloveniji. Leži na Dolenjskem in je danes s preostankom občine del Osrednjeslovenske statistične regije.

## Geografija
Boštanj stoji na hribu vzhodno od cerkve svetega Martina v Velikem Mlačevem. Pod hribom teče potok Podlomščica, ki se izliva v Radensko polje.

## Zgodovina
O zgodnji poselitvi območja pričajo ostanki prazgodovinskih gomil in rimski grobovi. Po drugi svetovni vojni so oblasti ustanovile državno kmetijo Boštanj, ki je v Ljubljano prodajala mleko. Opekarna južno od naselja je bila opuščena leta 1962, žaga pri Boštanju pa je prenehala delovati leta 1965. Boštanj je bil leta 1953 priključen Velikemu Mlačevu in s tem izgubil status samostojnega naselja.

## Grad
Grad Boštanj (nemško Weißenstein) stoji na temeljih rimske utrdbe. Sredi 16. stoletja ga je zgradil Jakob Lamberški. Leta 1678 je lastništvo prevzela družina Ursini-Blagay, ki si je grad lastila do začetka 20. stoletja. V zasnovi je šlo za renesančno trdnjavo pravkotne oblike, utrjeno s stolpi in obrambnim obzidjem. V gradu je bilo veliko poznogotskih in renesančnih arhitekturnih elementov, poleg tega pa so bile v gradu tudi dragocene rokokojske in klasicistične stenske in stropne poslikave. Med drugo svetovno vojno so partizani potem, ko so obkoljene belogardiste na gradu prisilili k umiku na grad Turjak, 12. septembra 1943 grad oplenili in požgali. Grad je gorel 14 dni, domačim gasilcem pa je bilo gašenje požara prepovedano.